# Bruno Cantalamessa

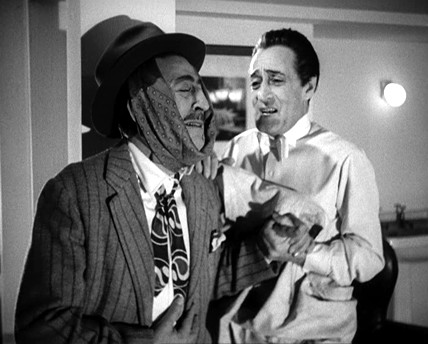
Bruno Cantalamessa in Totò cerca moglie

Bruno Cantalamessa (Napoli, 20 febbraio 1888 – Roma, 10 marzo 1964) è stato un attore e cantante italiano.

## Biografia
Figlio del cantante e macchiettista Berardo Cantalamessa, è il padre della soubrette Clely Fiamma. Conosciuto per aver recitato in: Dove sta Zaza? (1947) e Canzone appassionata (1953) diretti da Giorgio Simonelli.

## Filmografia
- Dove sta Zaza?, regia di Giorgio Simonelli (1947)
- 11 uomini e un pallone, regia di Giorgio Simonelli (1948)
- Totò cerca casa, regia di Mario Monicelli e Steno (1949)
- Totò le mokò, regia di Carlo Ludovico Bragaglia (1949)
- Totò cerca moglie, regia di Carlo Ludovico Bragaglia (1950)
- È arrivato il cavaliere, regia di Mario Monicelli e Steno (1950)
- Canzone di primavera, regia di Mario Costa (1951)
- Canzone appassionata, regia di Giorgio Simonelli (1953)

## Teatro di rivista
- L'ultimo Tarzan, diretto da Antonio De Curtis, prima al Teatro Capranica di Roma, l'8 maggio 1939.